# Fred Wagner
Fred Wagner ou Frederico Wagner (São Paulo, 23 de janeiro de 1969) é um empresário brasileiro, sócio-fundador e CEO da empresa de vestuário esportivo Track&Field. Fred atua à frente da Administração da Companhia desde sua criação em 1988. Formou-se em Administração de Empresas pela FGV-SP.

## Biografia
Ainda no ensino médio, junto de seus dois sócios, iniciou a produção de camisetas para vender no colégio e depois para marcas de surfwear. Em 1988, os três sócios fundaram a Fratex Indústria e Comércio Ltda, atual Track&Field Co.
Em 2020, com a reestruturação da governança, passou a integrar o Conselho de Administração e o Comitê de Estratégia e Inovação. Também é mentor da Endeavor e membro do Capítulo São Paulo do YPO, além de atuar como membro do Conselho Consultivo da empresa Gocase.com. Graduado em Administração de Empresas pela FGV-SP, possui especializações executivas no MIT Sloan e em Harvard.
O empresário é casado com a apresentadora de TV Didi Wagner, desde 1998, com quem tem três filhas: Laura, Luiza e Julia.